# Ville-en-Sallaz
Ville-en-Sallaz – miejscowość i gmina we Francji, w regionie Owernia-Rodan-Alpy, w departamencie Górna Sabaudia.
Według danych na rok 2016 gminę zamieszkiwały 889 osoby, a gęstość zaludnienia wynosiła 264 osób/km² (wśród 114 gmin regionu Owernia-Rodan-Alpy Ville-en-Sallaz plasuje się na 1144. miejscu pod względem liczby ludności, natomiast pod względem powierzchni na miejscu 1625 (regionu Rodan-Alpy).